# Fællesforeningen for Danmarks Brugsforeninger
Fællesforeningen for Danmarks Brugsforeninger, förkortat FDB, är en dansk kooperativ organisation som äger Danmarks största detaljvaruverksamhet, Coop Danmark A/S. FDB är Danmarks största förening med c:a 1,6 miljoner medlemmar, varav c:a 1 miljon är personliga medlemmar medan de resterande 600 000 är medlemmar av en självständig förening som i sin tur är medlem av FDB. Föreningen är medlem av paraplyorganisationen Dansk Folkeoplysnings Samråd.

## Historia

### FDB bildas
Innan FDB kom till hade flera lokala konsumentföreningar bildats i hela Danmark. Från och med 1800-talets mitt fram till år 1900 hade antalet konsumentföreningar femdubblats och med det växte behovet för att dessa samordnades. Till en början upprättades det två regionala paraplyorganisationer; Fællesforeningen for Jydske Brugsforeninger (Jylland, grundad 1888) och en motsvarande för de själländska konsumentföreningarna, Fællesforeningen for Danmarks Brugsforeninger, som grundades 1884. År 1896 beslutade de båda organisationerna att slå sig samman och bildade därmed FDB. Planerna på en sammanslagning hade dock diskuterades under många år dessförinnan, och en av de största förespråkarna för en samordnande organisation som FDB för den danska konsumentrörelsen var Severin Jørgensen. Redan år 1874 arbetade han för att en gemensam organisation skulle upprättas för de jylländska konsumentföreningarna, vilket till en början inte lyckades. Däremot satte hans engagemang för frågan avtryck hos de själländska motsvarigheterna 1884, och när Fællesforeningen for Jydske Brugsforeninger bildades i Kolding fyra år senare var det han som utsågs till dess ledare. När FDB bildades så blev han såväl dess ordförande som dess direktör och behöll båda posterna fram till 1913. Därefter var han dock fortsatt en betydelsefull medlem av organisationens styrelse fram till 1926.
Till skillnad från i Sverige var det landsortsbefolkningen som till en början var den drivande kraften inom den kooperativa rörelsen i Danmark. Detta var den främsta anledningen till att den socialdemokratiska arbetarrörelsen i Danmark fram till 1908 såg med negativa ögon på FDB och andra konsumentägda, kooperativa, föreningar. Man betraktade denna del av konsumentrörelsen som en kooperativ yta med ett kapitalistiskt profitsträvande inre. Detta med tanke på att större delen av landsortsbefolkningen, och därmed FDB, hade anknytningar till det liberala bondepartiet Venstre. Det utvecklades således i städerna konsumentrörelser som var knutna till arbetarrörelsen, parallellt med FDB. 1916 bildades en samordnande organisation för 16 av arbetarrörelsens kooperativ i Köpenhamn, nämligen Hovedstadens Brugsforening. På liknande vis gjordes det i landets övriga provinsstäder och De Samvirkende Brugsforeninger bildades. Dessa kom senare att ansluta sig till FDB.
Organisationens mål var att ”skaffa sina medlemmar de bästa varorna till lägsta möjliga pris”. Under FDB:s första år gjordes gemensamma inköp från grossister och producenter till de c:a 300 konsumentföreningar som ingick i organisationen. På grund av de höga priserna på den privata marknaden upprättades inom FDB ett flertal fabriker för att man skulle bli sin egen oberoende producent och därmed minska på inköpskostnaderna. Den första fabriken upprättades redan 1897 och producerade kaffe. Kort därefter upprättades det en chokladfabrik i Kolding 1900, och sedan en konfekt- och sockerfabrik 1901 och en tobaksfabrik. Det då rådande tobaksmonopolet anges vara den främsta anledningen till att FDB upprättade sin egen tobaksproduktion, då tobakspriserna ansågs vara för höga. I och med den egna produktionen av de varor som sedan såldes i medlemsbutikerna blev FDB snabbt känd för sina egna märkesvaror. Bland dessa kan nämnas Cirkel Kaffe, Davre Havregryn och Comtesse Cigarer. FDB:s verksamhet växte under mellankrigstiden och organisationen lät etablera ett eget arkitektkontor 1929 som skulle leda byggprojekten.

### Mellankrigstiden och efterkrigstidens första år
År 1918 upprättades Nordisk Andels Forbund (NAF) som etablerade ett nordiskt samarbete inom den kooperativa rörelsen. Förbundet köpte in varor från uppemot 80 olika länder. Från och med 1928 utkom FDB:s egen tidning, Brugsforeningsbladet, med A. Axelsen Drejer som dess första redaktör. Tidningen ändrade namn till Samvirke 1945. Året efter upprättades FDB:s Centrallaboratorium som skulle kontrollera varukvaliteten. År 1932 upprättade FDB en skola i Middelfart (idag Severin Kursuscenter A/S) som skulle erbjuda utbildning till personalen i organisationens kooperativa föreningar. Kurserna pågick under fem månader och kunde ta emot nittio elever åt gången. Senare köpte FDB Slettenhus utanför Humlebæk som gjordes till en skola med inriktning på ledarutbildningar. FDB utvidgade sedan sitt sortiment till att också omfatta egendesignade möbler från och med 1945. Somliga av dessa möbler blev mycket populära och har blivit klassiska.
Under efterkrigstiden kom FDB att få kanske en av sina främsta direktörer i sin historia. 1946 blev Ebbe Groes direktör för FDB fram till och med 1951, då han fortsatte som förstedirektör fram till 1975. Groes var en av nyckelpersonerna bakom moderniseringen av FDB och dess tillhörande verksamheter under efterkrigstiden. Han brukar också tilldelas äran för att ha gjort FDB konkurrenskraftigt och tidssvarande, vilket han gjorde under period då urbaniseringen var ett faktum och då konsumenterna förflyttades från landsbygden till städer och tätorter. Situationen krävde en omdefinition av vilka kundkretsar som skulle utgöra FDB:s bas och vilken sorts medlemmar man strävade efter att ha som sin grund. Under perioden 1966-1977 var han även ordförande för Nordisk Andels Forbund, som FDB var en del av. FDB:s styrelseordförande var under många år (1956-1966) Venstre-politikern, och sedermera ekonomi- och handelsministern, Poul Nyboe Andersen.
Värt att nämna är att även Ebbe Groes hustru, Lis Groes, var en betydande person inom den danska konsumentrörelsen. Hon var medlem av Socialdemokraterne och var handel- och industriminister 1953-1957. Som sådan blev hon den som fick inviga FDB:s och Danmarks första stormarknad, som upprättades i Islev 1953. Denna butik öppnades i en tid då FDB öppnade sina första butiker där kunderna själva plockade av de varor som de ville ha innan de gick till kassan. 1961 öppnades den första Kvicklybutiken i Aalborg.

### Utvidgning och fusion
Under 1950-talet lyckades FDB med att etablera sig på Färöarna. Man hade gjort försök tidigare, bl.a. på 1930-talet då man startade upp en konsumentförening i Tórshavn som dock inte överlevde särskilt länge. Efter andra världskriget hade man även försökt att bilda en omfattande kooperativ verksamhet på Suðuroy, som dock inte överlevde på grund av den ekonomiska situationen på Färöarna. Man gjorde ytterligare ett försök 1952 och lyckades. Ytterligare två konsumentföreningar bildades innan alla slogs ihop till en förening 1965. Denna finns fortfarande kvar och driver idag 7 butiker på Färöarna.
År 1964 var det Grönlands tur att få FDB etablerat hos sig. Efter två års förberedelse övertogs en tidigare statlig butik, Kongelige Grønlandske Handel, i Nanortalik. I november samma år upprättades en motsvarande butik i en mindre byggnad i Maniitsoq (Sukkertoppen). År 1991 kom sju självständiga föreningar att gå ihop och bilda Grønlandske Brugser – Kalaallit Nunaanni Brugsenit (KNB).
På FDB:s generalförsamling 1971 beslutades det att organisationens stadgar skulle ändras så att FDB kunde utvidga sin verksamhet till att också omfatta detaljhandel. Detta steg hade Hovedstadens Brugsforeninger (HB) redan tagit och till skillnad från FDB dominerade man detaljhandeln i de större städerna. HB var på 1960-talet Danmarks största detaljhandelskedja, investeringarna blev dock för tunga att bära för organisationen ensamt och 1973 fusionerades HB med FDB. Vid den tidpunkten bestod HB av 272 butiker. De båda organisationerna hade dock samarbetat tidigare och tillsammans etablerade de varuhuset ANVA i Köpenhamn 1950.
Vid tidpunkten då HB och FDB gick ihop fanns det en framträdande socialdemokratisk politiker i styrelsen. Tove Lindbo Larsen hade tidigare varit styrelsemedlem för HB innan sammanslagningen, då hon fortsatte inom FDB. Hon var den enda kvinnan i styrelsen och blev dess vice ordförande 1978 och var det fram till 1981, då hon utsågs till kyrkominister och grönlandsminister i Anker Jørgensens regering. Under sin tid i FDB var hon aktiv i organisationens kund- och varupolitik, som resulterade i organisationens första förenings- och konsumentprogram 1978, och i arbetet med detaljhandeln. Parallellt med sina uppdrag i FDB var hon också medlem av Levnedsmiddelrådet och representant i Statens Husholdningsråd, som i samarbete med FDB utformade matpyramiden 1976, som gav rekommendationer på en sund kost.
1972 upprättades en ny butikskedja under namnet Obs! av FDB. Denna kedja kom att bestå av totalt 12 lågprisvaruhus i flera av Danmarks större städer. Den första öppnades i Tåstrup utanför Köpenhamn. Dessa butiker har dock inte varit lika lyckade som FDB:s övriga butikskedjor och hade under många år ett ekonomiskt underskott.

## Verksamhet
Under 1980-talet blev ett förändringarnas årtionde för FDB. 1982 köptes supermarketkedjan Irma A/S upp och drevs som ett självständigt aktiebolag. 1987 köptes 84 butiker på Jylland och Fyn av lågpriskedjan Fakta upp av FDB. Dessa ägdes tidigare av Daglivare Gruppen K/S. Under perioden 1985-1995 såldes och nedlades de flesta av FDB:s produktionsverksamheter. Däremot äger FDB fortsatt industriområdet i Viby utanför Århus, som nu är utbyggd till en industri- och kunskapspark. Även 1990-talet innebar flera förändringar: FDB utökas markant 1990 då 76 % av foto- och elektronikkedjan Merlin köps (1992 blev FDB ensam ägare och 2005 såldes kedjan till Elgiganten), 6 butiker i den lokala Droobkedjan i Esbjerg köps upp och FDB, tillsammans med köpman John Hanssen, bildar bolaget Big STORE. Till den senare uppköptes fem butiker och 1994 blev FDB ensam ägare av dessa och överförs till Kvickly. 1991 ingick FDB ett samarbete med damklädeskedjan McCoy och blev därmed medägare till 25 butiker, vilket utökades till 45 år 1996. Därefter såldes de vidare till KappAhl AB.
År 1989 var FDB, tillsammans med konkurrenterna Dansk Supermarked och Statens Indkøb, initiativtagare till att kraftigt minska på sina inköp av produkter som innehöll plasten PVC. Detta skedde under en tid då den dåvarande miljöministern Lone Dybkjær (Det Radikale Venstre) lade fram en plan om att helt upphöra med användningen av PVC i Danmark, vilket orsakade högljudda protester från plastindustrin. Föredömet var butikskedjan Irma som flera månader tidigare än de andra hade försett sina varor med en märkning som påvisade att produktens förpackning var fri från PVC. Sedan började man helt avskaffa förpackningar som innehöll PVC, vilket dock inte var helt utan problem då man hade svårt att finna andra, mindre giftiga, plaster med samma positiva egenskaper som PVC. Resultatet blev att ungefär 80 % av alla förpackningar av PVC byttes ut mot andra, mindre farliga, alternativ. Ett antal år senare, 1996, offentliggjorde FDB:s miljöchef Mogens Werge koncernens planer på att helt avskaffa PVC i deras varor.
År 1991 etablerade FDB också en egen ny butikskedja, SuperBrugsen, året därefter tillkom kedjan Dagli’Brugsen och 1995 bildades kedjan LokalBrugsen. 1997 såldes Obs!-butikerna till det nordiska bolaget OBS Danmark A/S, som ägs gemensamt av FDB, norska NKL och svenska KF. Under de två därpå följande åren genomfördes en satsning på 220 miljoner danska kronor för ombyggnationer och moderniseringar av Obs!-butikerna. Butikskedjan, som tidigare varit ett ekonomiskt problem för sina ägare, omsatte år 1998 c:a 3 miljarder danska kronor vilket ansågs vara en förbättring. Efter att Coop Norden AB etablerades 2002 övergick ägandet av Obs!-butikerna till Kvickly och gjordes om till Kvickly Xtra.

## Ideologiska principer
FDB:s grundläggande principer:
Oavsett vilken inriktning man har på verksamheten så finns det sju principer/grundvärderingar som gäller som riktlinjer för kooperationen och kooperativ för att omsätta sina värderingar i handlingar. Principerna är antagna av Internationella Kooperativa Alliansen - IKA:
1. Frivilligt och öppet medlemskap - utan diskriminering avseende kön, social ställning, ras, politisk eller religiös övertygelse.
2. Demokratisk medlemskontroll - Medlemmarna styr verksamheten och deltar aktivt i fastställande av mål och riktlinjer och i beslutsfattande. Förtroendevalda män och kvinnor är ansvariga inför medlemmarna. Medlemmarna i primärkooperativ har lika rösträtt (en medlem, en röst).
3. Ekonomiskt medlemsdeltagande - Medlemmarna bidrar på ett rättvist sätt till den kooperativa föreningens kapital och utövar kontroll över det i demokratisk ordning. En del av detta kapital är den kooperativa föreningens gemensamma egendom. Räntan på insatskapitalet är begränsad, om ränta över huvud taget utgår.
4. Självstyre och oberoende - Kooperativa föreningar är fristående och styrs av medlemmarna. Om de ingår avtal med andra organisationer, inklusive regeringar, eller skaffar externt kapital sker detta på villkor som säkerställer demokratisk medlemskontroll och som vidmakthåller den kooperativa självständigheten.
5. Utbildning, information och undervisning - Kooperativa föreningar erbjuder utbildning och praktik till sina medlemmar och anställda så att de effektivt kan bidra till utvecklingen av föreningarna. De informerar allmänheten – särskilt unga opinionsbildare – om den kooperativa föreningens särart och fördelar.
6. Samarbete mellan kooperativa föreningar - Kooperativa föreningar tjänar sina medlemmar mest effektivt och stärker den kooperativa rörelsen genom att samarbeta på lokal, nationell samt regional och internationell nivå.
7. Hänsynstagande till en hållbar utveckling - Kooperativa föreningar arbetar för en hållbar utveckling av sina lokalsamhällen enligt de riktlinjer som godtagits av medlemmarna.

### Konsumentkooperationens värdegrund
Utöver de ovannämnda principerna anger FDB följande punkter som dess värderingar:
1. Nytänkande - Att med vetenskap och teknologi påverka utvecklingen i överensstämmelse med konsumenternas intressen.
2. Omtanke - Att visa omtanke för människor, djur och miljö och arbeta för en hållbar utveckling.
3. Inflytande - Att verksamheten formas utefter dialogen mellan medlemmarnas inflytande, medarbetarnas synpunkter och omvärlden.
4. Ärlighet - Att verksamheten håller vad den lovar och att konsumenterna får de upplysningar de behöver för att kunna göra sina val.